# Міка Гедман
Міка Гедман (фін. Mika Hedman; нар. 14 червня 1965) — колишній фінський тенісист.
Найвищу одиночну позицію світового рейтингу — 415 місце досяг 8 вересня 1986, парну — 189 місце — 28 липня 1986 року.

## Титули на челленджерах

### Парний розряд: (1)
| Рік  | Турнір           | Покриття | Партнер        | Суперники                 | Рахунок       |
| ---- | ---------------- | -------- | -------------- | ------------------------- | ------------- |
| 1987 | Ганко, Фінляндія | Ґрунт    | Велі Палохеймо | Крейґ Кемпбелл Дес Тайсон | 5–7, 6–3, 6–2 |